# Мид (округ)
Округ Мид (енгл. County Meath, ир. Contae an Mhí) је један од 32 историјска округа на острву Ирској, смештен у његовом источном делу, у покрајини Ленстер.
Данас је округ Мид један од 26 званичних округа Републике Ирске, као основних управних јединица у држави. Седиште округа је град Наван.

## Положај и границе округа
Округ Мид се налази у источном делу ирског острва и Републике Ирске и граничи се са:
- север: округ Монахан,
- североисток: округ Лауд,
- исток: Ирско море,
- југоисток: округ Даблин,
- југ: округ Килдер,
- југозапад: округ Офали,
- запад: округ Вестмид,
- северозапад: округ Каван.

## Природни услови
Мид је по пространству један од средњих ирских округа - заузима 14. место међу 32 округа.
Рељеф: Већи део округа Мид је равничарско подручје, 60-120 метара надморске висине, посебно у средини и на југу. На крајњем северу и западу почиње ниско побрђе.
Клима Клима у округу Мид је умерено континентална са изразитим утицајем Атлантика и Голфске струје. Стога град одликује блага и веома променљива клима.
Воде: Најважније реке у округу Мид су Бојн и Блеквотер. Од Даблина ка истоку до Шенона на југу је прокопан тзв. Краљевски канал, који значајном дужном пролази кроз округ Мид. У округу постоји низ мањих језера, која немају већи значај.

## Становништво
По подацима са Пописа 2011. године на подручју округа Мид живело је близу 185 хиљада становника, већином етничких Ираца. Ово је за готово исто као на Попису 1841. године, пре Ирске глади и великог исељавања Ираца у Америку. Последње три деценије број становника округа расте по стопи од приближно 3% годишње, па се број становника удвостручио у посматраном раздобљу. Разлог је процес ширења градског подручја Даблина на јужне делове округа.
Густина насељености - Округ Мид има густину насељености од близу 80 ст./км², што је осетно више од државног просека (око 60 ст./км²). Јужни део округа је много боље насељен него север.
Језик: Око 1% окружног становништва насељава тзв. Подручја ирског језика (два села у западном делу округа), где је једино ирски језик у званичној употреби. Ово је једино такво подручје у области Ленстера. У остатку округа се равноправно користе енглески и ирски језик.